# Курганье (Дзержинский район)
Курга́нье (бел. Курга́нне) — деревня в составе Добринёвского сельсовета Дзержинского района Минской области Беларуси. Деревня расположена в 30 километрах от Дзержинска, 30 километрах от Минска и 17 километрах от железнодорожной станции Фаниполь.

## Название
Топоним Курганье и схожие Кургано́к (бел. Курганок), Курганы́ (бел. Курганы), Дедов Курга́н (бел. Дзедаў Курган), Красный Курга́н (бел. Чырвоны Курган) образованы от названия-термина курган — искусственный холм, древняя могила.

## История
Известна со второй половины XIX века, как застенок в составе Самохваловичской волости Минского уезда Минской губернии. В 1840 году застенок Курганы находился в составе имения Вицковщина, владение Л.П. Витгенштейна. В это время имение арендовалось помещиком И. Богдашевским, действовала небольшая корчма. В 1897 году, по данным первой всероссийской переписи в деревне — 8 дворов, 58 жителей, в 1917 году — 8 дворов, 62 жителя. 
9 марта 1918 года в составе провозглашённой Белорусской Народной Республики, однако фактически находилась под контролем германской военной администрации. С 1 января 1919 года в составе Советской Социалистической Республики Белоруссия, а с 27 февраля того же года в составе Литовско-Белорусской ССР, летом 1919 года деревня была занята польскими войсками, после подписания рижского мира — в составе Белорусской ССР.
С 20 августа 1924 года в составе Рубилковского сельсовета (который с 23 марта 1932 года по 14 мая 1936 года являлся национальным польским сельсоветом)  Самохваловичского района, с 18 января 1931 года в составе Койдановского района Минского округа. 15 марта 1932 года Койдановский район преобразован в Койдановский польский национальный район, который 26 июня был переименован в Дзержинский.  31 июля 1937 года Дзержинский национальный полрайон был упразднён, деревня Курганье перешла в состав Минского района Минского округа, с 20 февраля 1938 года — в составе Минской области. 4 февраля 1939 года Дзержинский район был восстановлен. В 1926 году, по данным первой всесоюзной переписи, в застенке проживали 64 жителя, насчитывалось 13 дворов, на хуторе — 1 двор, 7 жителей. В годы коллективизации в деревне был организован колхоз. 
В Великую Отечественную войну с 28 июня 1941 года до 6 июля 1944 года под немецко-фашистской оккупацией, во время войны на фронте погибли 2 жителя деревни. 
В 1960 году насчитывалось 93 жителя, входила в состав колхоза «Правда». В 1991 году — 105 жителей, 40 хозяйств. По состоянию на 2009 год в составе ОАО «Правда-Агро» (центр — д. Боровики). 28 мая 2013 года деревня была передана из состава упразднённого Рубилковского сельсовета в Добринёвский сельсовет.

## Население
| Численность населения (по годам) | Численность населения (по годам) | Численность населения (по годам) | Численность населения (по годам) | Численность населения (по годам) | Численность населения (по годам) | Численность населения (по годам) | Численность населения (по годам) |
| 1897                             | 1909                             | 1917                             | 1926                             | 1960                             | 1991                             | 1999                             | 2004                             |
| -------------------------------- | -------------------------------- | -------------------------------- | -------------------------------- | -------------------------------- | -------------------------------- | -------------------------------- | -------------------------------- |
| 58                               | ↗59                              | ↗62                              | ↗71                              | ↗93                              | ↗105                             | ↗109                             | ↘89                              |
| 2009                             | 2017                             | 2018                             | 2020                             | 2022                             |                                  |                                  |                                  |
| ↘82                              | ↘77                              | ↘74                              | ↗87                              | ↗93                              |                                  |                                  |                                  |

## Достопримечательности
- Около юго-восточной окраины деревни, на сельском кладбище расположен один из двух могильников. 4 насыпи высотой 1,25—1,4 м, диаметром 7,5—10 м. В 1930 году могильник был открыт А. Рынейским[10], обследовали в 1976 и 1979 годах Ю.А. Заяц, раскопки не проводились. Второй могильник расположен на северной окраине деревни, на приусадебных участках. Представляет собою 3 насыпи, вытянутые с севера на юг, диаметром 5,5—7,5 м, высотой 0,5—1,2 м[11].
- В 60 м севернее от второго могильника расположен курган, диаметром 7 м, высотой 0,6 м. Открыл и исследовал в 1976 году Ю.А. Заяц[12].